# 小多利尼
50°11′25″N 23°30′56″E / 50.19028°N 23.51556°E
小多利尼（烏克蘭語：Малі Долини），是烏克蘭西部的村莊，隸屬利維夫州的利維夫區。該村面積4.1平方公里，2001年人口50，人口密度每平方公里12.19人。